# Casa-fàbrica Marquès
La casa-fàbrica Marquès era un edifici situat al carrer de Valldonzella, 6 del barri del Raval de Barcelona, actualment desaparegut.

## Història
A la dècada del 1840, el fabricant de filats i teixits Ramon Farguell i Font era instal·lat al carrer de Valldonzella, 23 (antic), un edifici propietat del monestir del mateix nom. El 1842, la seva filla Josepa Farguell i Mas es va casar amb Joaquim Marquès i Bolet, pertanyent a una família d'indians de l'Anoia que a mitjans del segle xix va fundar la casa de comerç Marqués Hermanos y Cía a Santiago de Cuba, continuada pels seus dos fills grans Fidel i Joaquim Marquès i Farguell. Ramon Farguell va incorporar el seu gendre al negoci, i el 1849 van formalitzar la societat familiar, posant la fàbrica sota la direcció d'aquest.
El 1854, les monges els van establir en emfiteusi la casa-fàbrica i el terreny annex, amb l'obligació d'invertir-hi 15.000 lliures en 3 anys i una entrada de 3.000. El 1855, Ramon Farguell va encarregar al mestre d'obres Felip Ubach el projecte d'un petit edifici (núm. 2, després 4), ampliat el 1858 a la part posterior. Aquell mateix any, Joaquim Marquès li va encarregar un altre edifici que ocupava la major part de la parcel·la (núm. 2 bis, després 6), i que a més de la seva fàbrica d'estampats allotjaria també la refineria de sucre del confiter Evarist Abella, la primera de tot Catalunya i que fou present a l'Exposició de Barcelona del 1860.
El 9 de desembre del 1867, l'explosió d'una caldera de la fàbrica de Marquès va provocar la mort de dues persones i danys materials de consideració: «Segun se nos ha manifestado, la caldera que esplotó anteayer en la calle de Valldoncella era propiedad de D. Joaquin Marqués, dueño de la fábrica de estampados contigua á la refineria de Abella, y las víctimas fueron la portera y un operario de la espresada refineria, la que tambien sufrio perjuicios de la mayor consideracion.»
Joaquim Marquès va morir el 9 de febrer del 1898, poc abans de l'esclat de la Guerra hispano-estatunidenca, i va repartir l'herència entre els seus vuit fills de forma equitativa. Finalment, el 1956 la casa-fàbrica fou expropiada per l'Ajuntament de Barcelona i enderrocada poc després per a la urbanització de la plaça de Castella i la construcció de l'Edifici Luminor, obra de l'arquitecte Josep Soteras i Mauri.

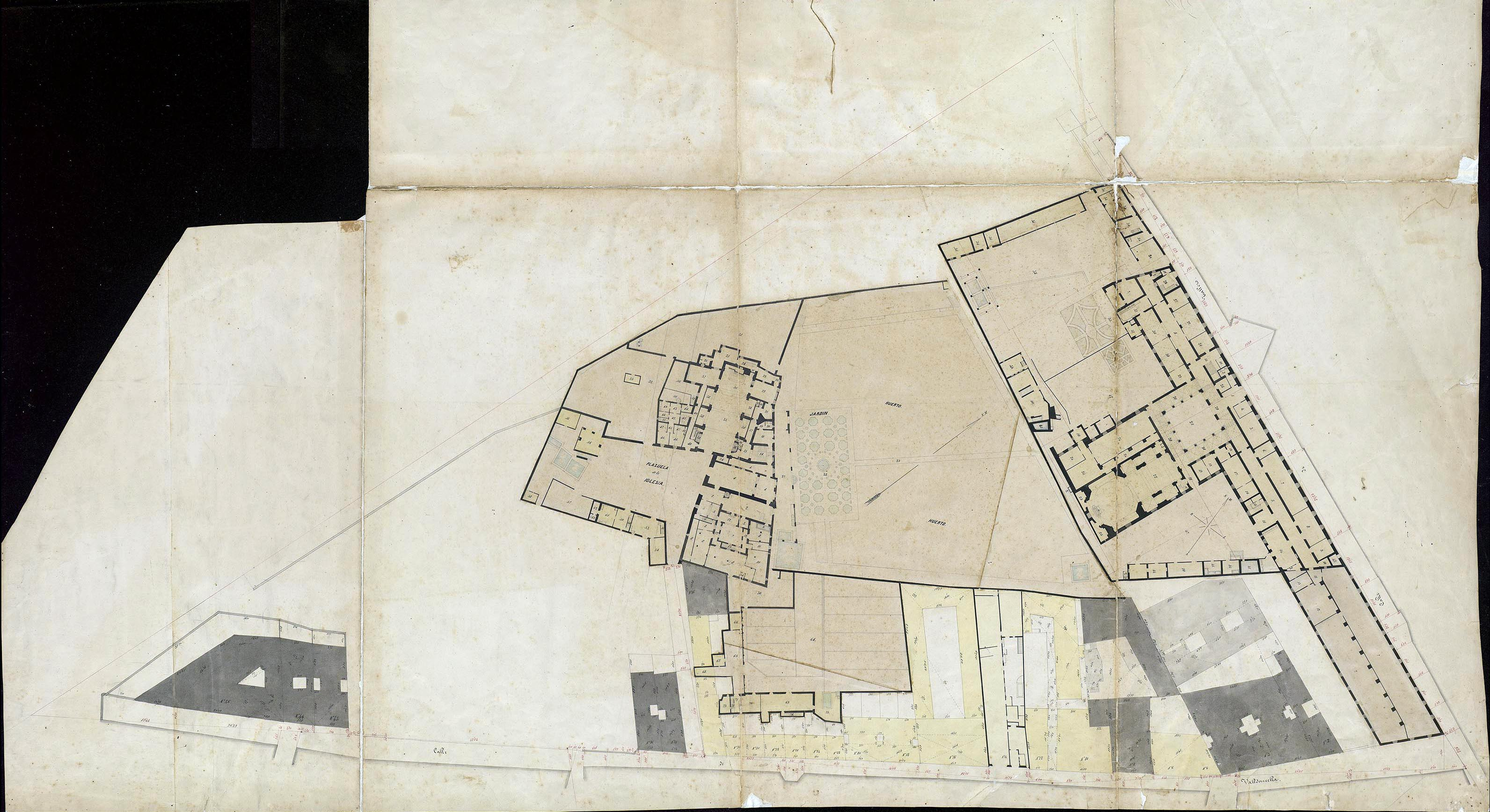
Quarteró núm. 79 de Garriga i Roca (c. 1860)